# Hrvatska revija
Hrvatska revija časopis je Matice hrvatske za društvena i kulturna pitanja. Časopis je utemeljen u Matici hrvatskoj 1928. godine gdje je izlazio do svibnja 1945. godine. Obnovili su ga 1951. godine u Buenos Airesu Vinko Nikolić i Antun Bonifačić.

## Povijest
Idejni tvorac i pokretač Revije bio je Filip Lukas. Prvi broj izašao je u rujnu 1928. godine i bio je pokusni dvobroj. Časopis je bio zamišljen kao dvomjesečnik, no nakon prvoga dvobroja, od 1929. godine do kraja izlazio je kao mjesečnik.

### U inozemstvu
U razdoblju od 1951. do 1990. godine Hrvatska revija izlazila je u inozemstvu, kao časopis hrvatske političke emigracije. Izlazila je tromjesečno. Prvo je počela izlaziti u Buenos Airesu, u Argentini (1951. – 1965.) a poslije u Parizu (1966.), Münchenu (1967. – 1977.), te Münchenu i Barceloni (1978. – 1990.).
U svojih 40 emigrantskih godišta Hrvatska revija tiskana je na oko 28.000 stranica a statistički pregled objavljen 1996. godine u Bio-bibliografskom leksikonu suradnika Hrvatske revije pokazuje: 627 suradnika od kojih je 113 objavljivalo pod pseudonimima.

### Ponovno u domovini
Od 1991. godine ponovno izlazi u Hrvatskoj, u Zagrebu, u nakladi Matice hrvatske; od 2001. godine obnovljeni tečaj. Redovito izlazi kao tromjesečnik.

## Poznati suradnici
Milutin Cihlar Nehajev, August Cesarec, Miroslav Krleža, Vladimir Nazor, Milan Begović, Ivana Brlić Mažuranić, Mile Budak, Ljubomir Maraković, Albert Haler, Kerubin Šegvić, Ante Petravić, Slavko Batušić, Julije Benešić, Josip Bogner, Branimir Ivakić, Jeronim Korner, Artur Schneider, Ivan Meštrović, Ljubo Babić, Jerolim Miše, Vladimir Kirin, Franjo Fancev, Antun Barac, Stjepan Zimmermann, Milan Ivšić, Ljubo Karaman, Milovan Gavazzi, Ante Šimčik, Franjo Bučar, Ivan Esih, Franjo Cipra, Krunoslav Krstić, Petar Guberina, Ljudevit Jonke, Blaž Jurišić. Tin Ujević, Ivo Kozarčanin, Dragutin Tadijanović, Dobriša Cesarić, Ivan Goran Kovačić, Marijan Matijašević, Vjekoslav Majer, Drago Ivanišević, Gustav Krklec, Frano Alfirević, Vlado Vlaisavljević, Stjepko Trontl, Vjekoslav Kale, Olinko Delorko, Vladislav Kušan, Vinko Nikolić, Antun Nizeteo, Novak Simić, Alija Nametak, Husnija Čengić, Hasan Kikić, Nada Kesterčanek, Juraj Kaštelan, Stanko Gašparović, Zlatko Gašparović, Tias Mortigjija, Marko Čović, Aleksa Kokić, Ante Sekulić. Antun Bonifačić, Boris Maruna, Enver Mehmedagić, Mate Meštrović, Jozo Kljaković, Eugen Dido Kvaternik, Bogdan Radica, Filip Lukas, Milan Blažeković, Ante Kadić, don Živan Bezić, nadbiskup Franjo Kuharić, o. Dominik Mandić, Rajmund Kupareo, Ante Ciliga, Vladko Maček, Džafer Kulenović, Alija Nametak, Ferid Karihman, Asaf Duraković, Miloš Obrknežević, Savić Marković Štedimlija, Krsto Spalatin, Franjo Tuđman, Antun Pinterović i ini.

## Urednici
- Branimir Livadić (1928.)[3]
- Branimir Livadić i Stjepan Ivšić  (1929.)[3]
- Blaž Jurišić (1930. – 1937.)[3]
- Mile Starčević[6] (1937. – 1939.) ↓1
- Blaž Jurišić (1940. – 1941.)[3]
- Marko Čović (1941. – 1943.)[3]
- Branimir Livadić i Olinko Delorko (1943. – 1945.)[3]
- Antun Bonifačić i Vinko Nikolić (1951. – 1954.)[4]
- Vinko Nikolić (1955. – 1997.)[4]
- Boris Maruna (1998. – 2000.)[4]
- Mladen Klemenčić (2001. – 2010.)[1]
- Miroslava Vučić[7] (2011. – 2012.)
- Mirjana Polić Bobić[8] (2012. – )

## Nakladništvo
Knjižnica Hrvatske revije objavljivala je djela kao što su: Pod tuđim nebom: hrvatsko emigrantsko pjesništvo 1945. – 1955. (Antologija Hrvatskog emigrantskog pjesništva), uredio Vinko Nikolić, Buenos Aires, 1957.; dr. Ante Smith Pavelić, Dr. Ante Trumbić: problemi hrvatsko-srpskih odnosa  (Politička studija), München, 1959.; Ivan Meštrović, Uspomene na političke ljude i dogadjaje (Memoari), Buenos Aires, 1961.; Hrvatska danas i sutra (Simpozij 1968.), München, 1969.; Bogdan Radica, Sredozemni povratak, (Eseji), München-Barcelona, 1971.; Ferid Karihman, Soj i odžak ehli-Islama: zbirka pjesama o domu i rodu muslimana hrvatskog koljena i jezika (Zbirka pjesama), München-Barcelona, 1974., i ina.